# Calamus dioicus
Calamus dioicus är en enhjärtbladig växtart som beskrevs av João de Loureiro. Calamus dioicus ingår i släktet Calamus och familjen Arecaceae. Inga underarter finns listade i Catalogue of Life.